# Sungai Mempura
Sungai Mempura is een bestuurslaag in het regentschap Siak van de provincie Riau, Indonesië. Sungai Mempura telt 3986 inwoners (volkstelling 2010).